# Colga minichevi
Colga minichevi is een slakkensoort uit de familie van de Polyceridae. De wetenschappelijke naam van de soort is voor het eerst geldig gepubliceerd in 2002 door Martynov & Baranets.